# 尤金妮·布沙尔
尤金妮·布沙尔（法語：Eugenie Bouchard，法語發音：[øʒeni buʃaʁ]，1994年2月25日—），生于加拿大魁北克省蒙特利爾，加拿大职业女子網球運動員，加拿大第一个网球大满贯单打决赛者，加拿大第一位女子單打世界前十，2014年温网女单亚军得主。
2014年賽季的表現令人眼前一亮，在首三個大滿貫都连续打進了至少四強，尤其溫網奪得亞軍，创下了加拿大网球历史新纪录，她曾經被名宿譽爲網壇明日之星。

## 個人生活
布沙尔1994年生于加拿大蒙特利尔，為米夏爾·布沙尔和茱莉·勒克萊爾之双胞胎次女，与孪生姐姐比特麗絲（Beatrice Bouchard）相差六分钟出生。她還有一個妹妹夏洛蒂（Charlotte  Bouchard）和一個弟弟威廉（William  Bouchard）。她和孪生姐姐以安德魯王子的兩個女兒來命名﹔妹妹和弟弟則分別以摩納哥皇室成員夏洛特·卡西拉奇和英國王位第二繼承人威廉王子的名字命名。
布沙尔五岁开始打网球，位於加拿大蒙特利尔國家網球中心進行訓練，也進入魁北克學校就讀，12歲前往美國佛羅里達接受尼克·薩維亞諾指導，在那裡與勞拉·羅布森結識，並成為好朋友，15歲，她回到蒙特利尔進行訓練，課業上，她在數學與科學的表現十分優異，她曾想過未來要從事醫生。
布沙尔視費德勒為偶像，他倆在2012年溫布頓舞會上見面，她形容與費德勒交流為她人生的其中一個亮點。 2013年球季，她聘請納塔莉·托齊亞進行指導，經過托齊亞的調教後，她在球技上有一定程度的提升。2014年球季，她辭退托齊亞並再聘請尼克·薩維亞諾作為指導教練，但在該季後結束合作關係。另外，她在2013年球季期間曾客蒙特利尔CTV的The Social節目與客串氣象主播。

## 網球生涯

### 2005年至2010年：青少年時期
2005年，布沙尔在法國歐賴巡迴賽公開賽獲得了的ITF單打和雙打冠軍在哥斯達黎加，也拿下加拿大伯靈頓所有的ITF單打冠軍在2008年時。
2009年只有15歲時她贏得了加拿大18歲以下在多倫多室內錦標賽，寶莎迪擊敗同胞Quebecer Marianne Jodoin當時才15歲，室內賽事最年輕的獲獎者之一。當年晚些時候，她贏得了她的第一個職業比賽在意大利卡塞塔，擊敗Frederica Grazioso。同樣在2009年，她獲得了在美國的一座ITF冠軍。

### 2011年至2012年

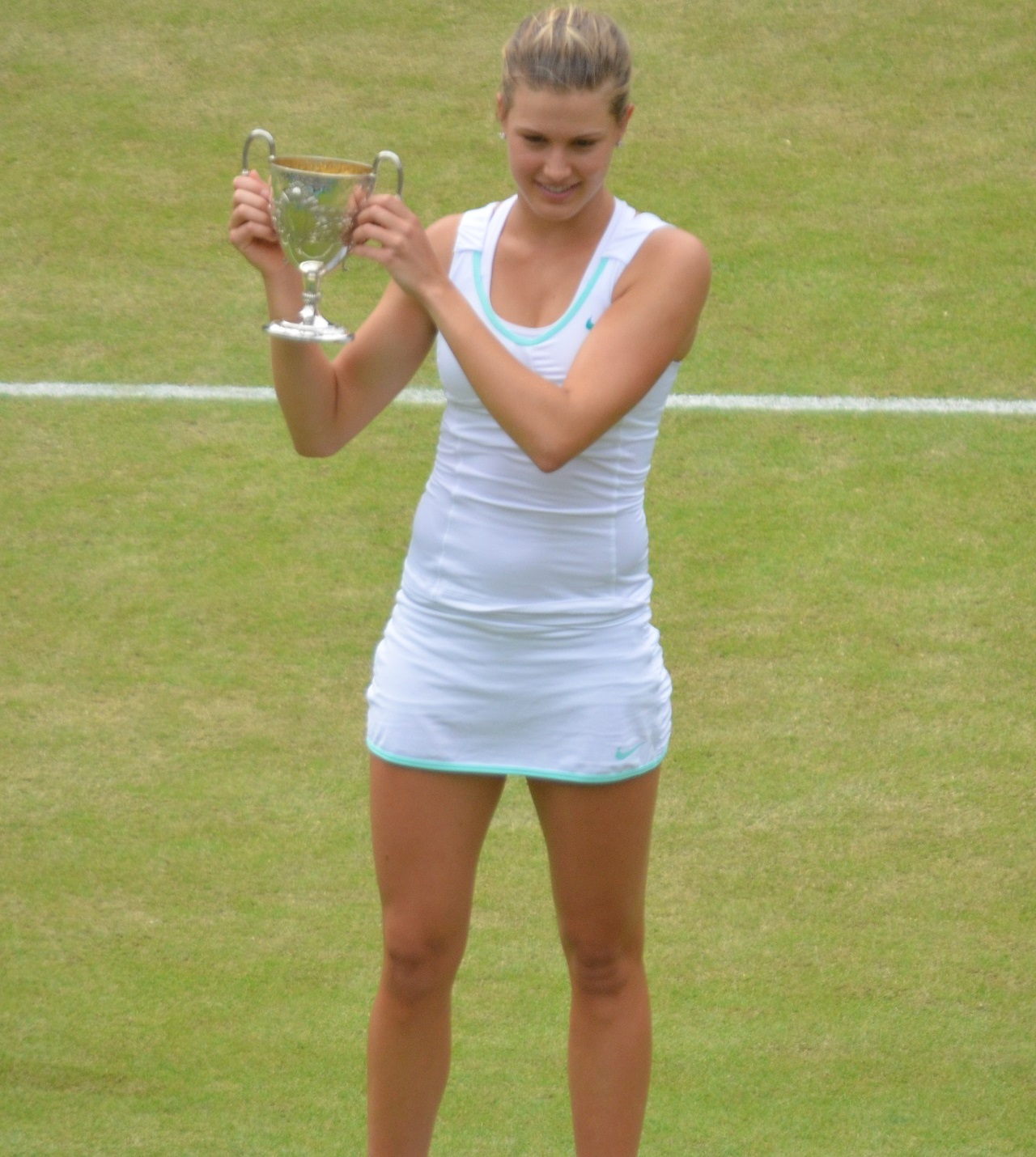
布沙尔獲得2012年溫布頓網球錦標賽青少年組女子組冠軍

2012年获得温网青少年组女子单打冠军，成为首个夺得大满贯单打冠军的加拿大人。之后在华盛顿国际赛进入WTA女子单打八强。

### 2013年：突破
布沙尔在2013年当选女子網球聯合會颁发的2013年度最佳新秀，成为第二个获此荣誉的加拿大人。

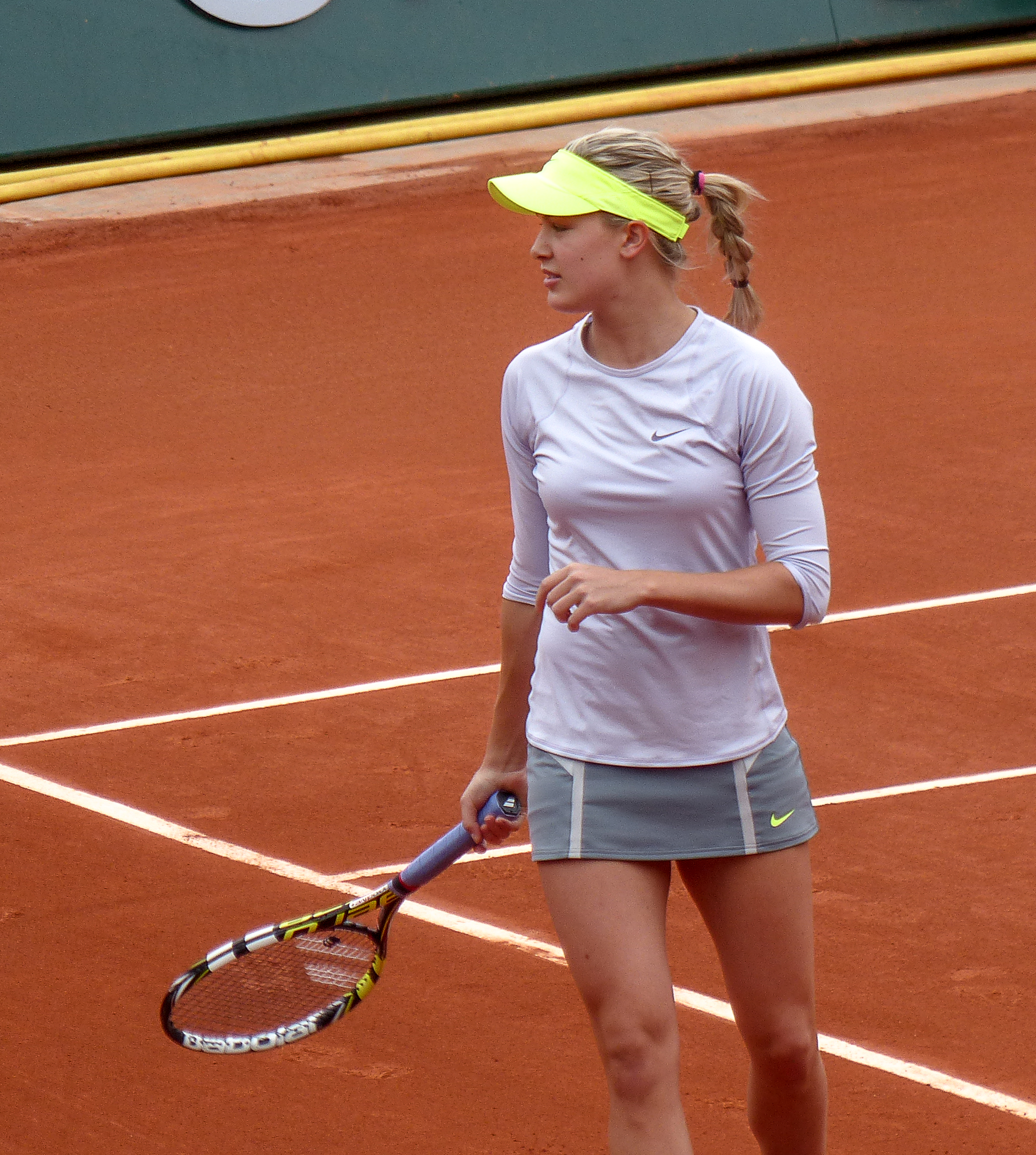
寶莎迪在2013年法國網球公開賽

在本賽季開始時，布沙尔試圖打入阿皮亞悉尼國際正選賽，但在會外賽第一輪預選賽中輸給了斯托姆·桑德斯。又在澳大利亞網球公開賽會在賽，在第二輪淘汰輸給了Daria Gavrilova。布夏出戰巴拿馬網球賽在哥倫比亞卡利的正賽。她在第一輪擊敗了 Laura Thorpe，但在下一回合輸給了亚历山德拉·帕诺娃。她獲得外卡參賽的邁阿密大師賽在和她的首場比賽獲勝但在第二輪被世界排名第2的玛丽亚·莎拉波娃擊敗。
之後布夏在Family Circle Cup，她成功獲得會內賽資格，對戰Nastassja Burnett，她直落兩盤獲勝。在第二輪她還擊敗了世界排名第42勞拉·羅布森，她的第一次擊敗排名前50的球員。是職業生涯中最大的勝利之一，還擊敗了2011年美網冠軍萨曼莎·斯托瑟晉級八強。這是他第一次擊敗世界前十的球員。雖然她輸給了耶萊娜·揚科維奇，但也是他第一次打入八強賽世界排名也首次晉升100名內。布沙尔繼續發揮法網熱身賽，斯特拉斯堡網球賽，在那裡她有她印象最深刻的奔跑一個在WTA巡迴賽至今。她擊敗Sílvia Soler Espinosa，卡美娜·格奧爾基和Anna Tatishvili打入半決賽，最後輸給了阿莉泽·科内特。布沙尔在法國網球公開賽參加了生涯第一個大滿貫賽事，在第一輪她直落兩盤擊敗茨薇塔娜·皮隆科娃贏得了生涯大滿貫首場單打勝利。而在第二輪輸給得當時世界排名第二的玛丽亚·莎拉波娃。
在溫網，第一輪擊敗卡麗娜·沃斯科波娃。在第二輪中，在中央球場她贏得職業生涯中最大的勝利時，她直落二擊敗了世界排名第12前球后安娜·伊萬諾維奇。第三輪被卡拉·蘇亞雷斯·納瓦羅被淘汰出局。在美國公開賽上，她在第二輪輸給當時世界排名第9的安赫利奎·克柏。
布沙尔被WTA評為年度最佳新人她的突破賽季結束後，是1983年Carling Bassett後第一位獲得該獎項的加拿大球員。

### 2014年

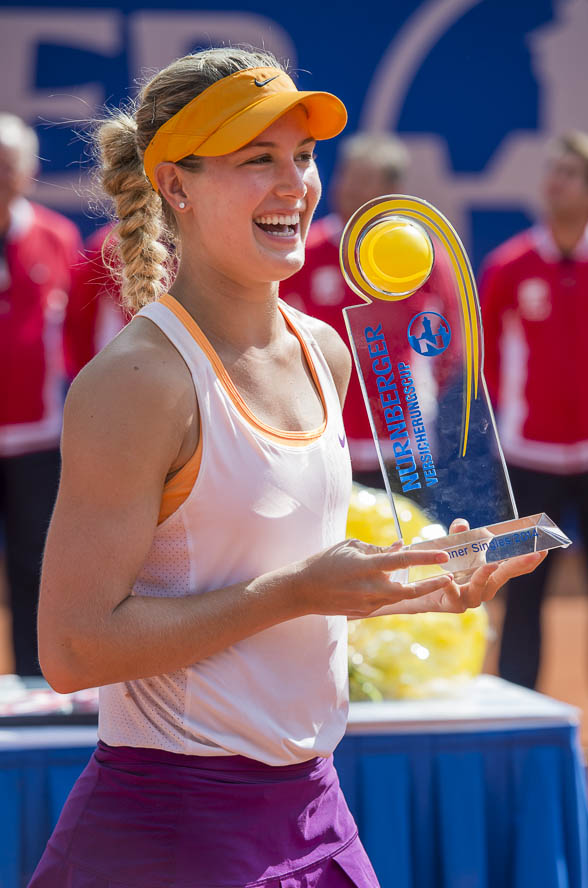
寶莎迪在紐倫堡網球賽頒獎台上

澳网之前她的WTA世界排名为31位，在女单八強的比赛中击败安娜·伊万诺维奇，这使她的WTA排名至少上升至第18位，而且成为第二个进入大满贯赛事半决赛的加拿大人，半决赛中对阵中国网球金花、四號種子李娜，雖然以2-6、4-6不敵对手，但也創造了職業生涯最好的大滿貫單打記錄，被媒體及網球專家形容為女子網壇未來的希望之星。接着在家庭生活圈杯綠土賽事中晉身四強，不敵安德烈婭·佩特科維奇。其後在紐倫堡泥地賽決賽中擊敗比莉斯可娃奪得職業生涯首座單打錦標。法網賽事中先後淘汰安赫利奎·克柏和卡拉·蘇亞雷斯·納瓦羅，連續第二次晉身大滿貫賽事四強，只是不敵瑪莉亞·舒拉寶娃無緣決賽。在溫網則分別擊敗此前淘汰小威廉絲的科爾內和再度擊敗克柏晉級四強，成為繼2009年的萨芬娜後，第二位在一季內的前三項大滿貫賽事皆能至少晉級四強的WTA球員，在四強淘汰哈勒普而挺進決賽，成為加拿大首位打入大滿貫單打決賽者，對陣捷克名將克維托娃；對手無論在擊球和發球方面都十分的尖銳；首次打大滿貫決賽且經驗尚淺的寶莎迪，僅僅抵抗了54分鐘，就以懸殊的3-6、0-6被克維托娃打敗。
溫網後她經歷低潮，在之後的華盛頓網球賽因膝傷退出；在家鄉蒙特利爾舉行的加拿大公開賽和辛辛那提大師賽兩項超五賽皆在次圈止步；美網則在第四圈不敵俄羅斯左手將馬卡洛娃，令她一季內四大滿貫皆至少打入四強的夢想破滅。其狀態直至首屆武漢網球公開賽才有所回升，晉級路上先後擊敗巴特尔和禾絲妮雅琪等名將，職業生涯首度躋身超五賽決賽，卻再次敗予克維托娃而屈居亞軍。季末的WTA年終賽，布沙尔以三戰全敗的戰績在分組賽出局。全年的優異表現令其世界排名一度飆升至第5位，最後以第7位作結；並奪得該年度的最佳進步獎。季後她與教練薩維亞諾分道揚鑣。

### 2015年

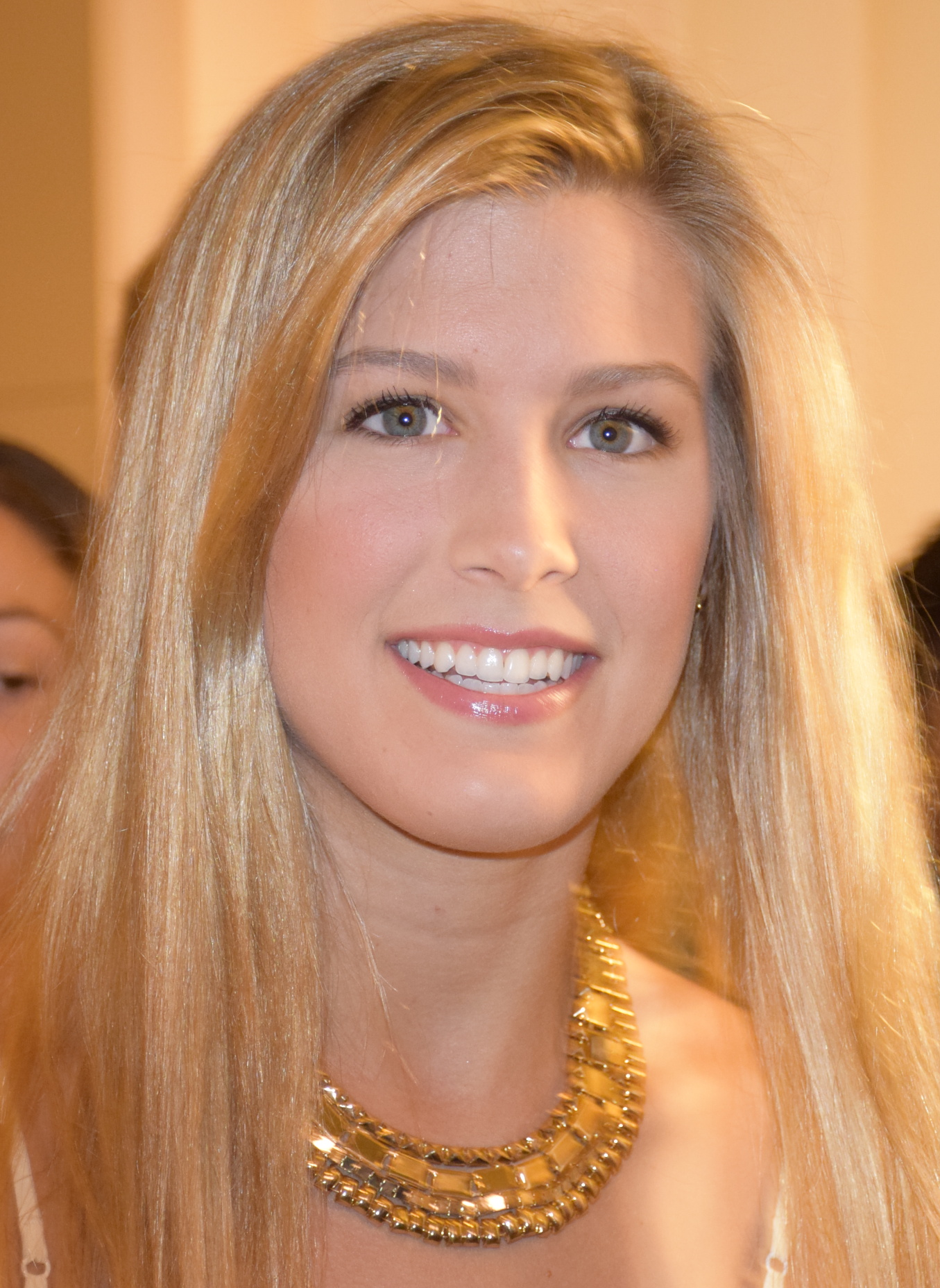
布沙尔在澳網典禮上

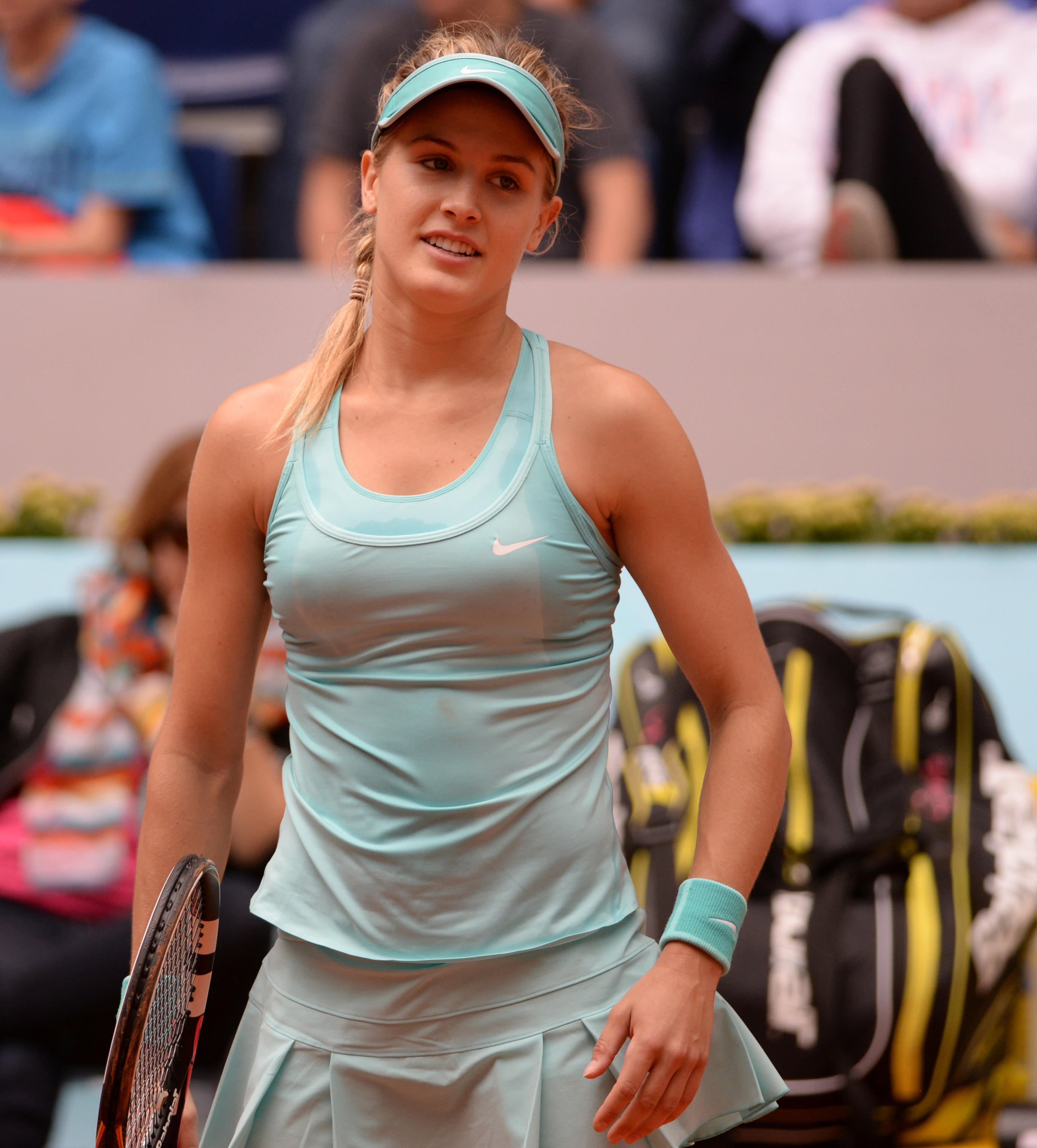
布沙尔攝於2015年5月

布沙尔代表加拿大與波斯比希爾搭檔出戰賀文盃作為新球季的開始，在分組賽首戰敗予捷克的莎法洛法，令加拿大總比分落敗。之後對美國的賽事中，布夏出人意料地直落兩盤擊敗世界第一的小威廉絲，其後波塞比希爾擊敗伊斯內爾，加拿大迎來首勝。及後他們雖再擊敗意大利，但兩勝一負的戰績不足以讓他們晉級淘汰賽。澳網則在八強被舒拉寶娃淘汰。後她聘請了阿扎倫卡的前教練山姆·森邁克為新教練。
在法網首輪以4-6、4-6輸給克里斯蒂娜·美拉德諾維奇，在溫布頓首輪以6-7、4-6輸給段瑩瑩。

### 2016年

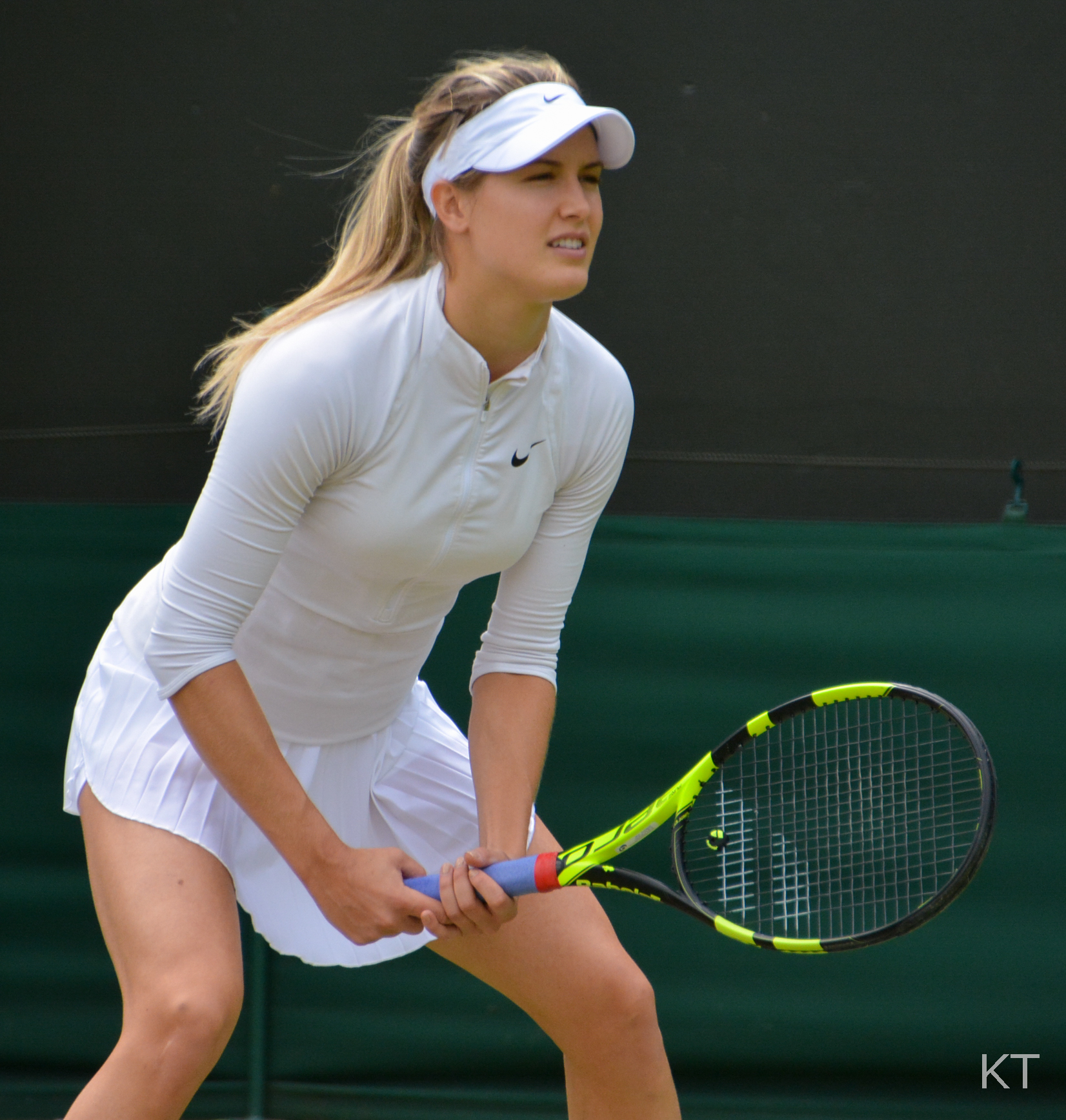
布沙尔在2016年溫網

2016年，布沙尔陷入了低潮的一年，大滿貫比賽最佳成績為打入第三輪，而在里約奧運第二輪對上世界排名第2的安祖莉·卻芭，最終以4-6、2-6落敗。寶莎迪以排名第46位結束2016年球季。

### 2017年
2017年布沙尔從布里斯本國際賽開始新的賽季，但在第一輪便敗給shelby rogers遭到淘汰。在雪梨國際網球賽，布沙尔第一輪擊敗世界排名第23的张帅 (网球运动员)後又在第二輪直落二淘汰世界第6的多米尼卡·齐布尔科娃，在八強賽對陣世界排名27的安娜斯塔西亞·帕夫柳琴科娃勝利後，布沙尔取得了她自2016年二月以來的第一張四強門票，並在四強敗於世界排名第10的約翰娜·康塔。在澳大利亚网球公开赛，布沙尔前兩輪分別擊敗Louisa Chirico和彭帅，但在第三輪三盤敗給美國的可可·范德韋。接下來的四個比賽(墨西哥公開賽、印第安維爾斯大師賽、邁阿密大師賽和蒙特雷公開賽)，布沙尔皆止步第一輪。
布沙尔並在闊別ITF女子巡迴賽4年後重返獎金8萬美元的ITF Indian Harbour BeachI巡迴賽，但在八強遭到Victoria Duval淘汰。兩周後她參加伊斯坦堡錦標賽首輪輸給Jana Čepelová。五月於WTA馬德里大師賽 布沙尔終於在淘汰阿莉泽·科内特後贏得了自一月澳大利亚网球公开赛以來的第一場Tour-Level的勝利。第二輪她擊敗玛丽亚·莎拉波娃，這是她們五次交手以來的首次勝利。在第三輪對戰世界排名第二安潔莉克·克伯的比中，布沙尔先贏得第一盤並在第二盤取得5:0的領先，而後安潔莉克·克伯因左大腿傷勢退賽。最後布沙尔於八強輸給世界排名第9名的斯维特拉娜·库兹涅佐娃。

## 技術分析與裝備
布夏以極為快速的擊落地球節奏去壓迫對手和提早擊球而聞名，她的球路亦以多變見稱，不時都能製造出意想不到的致勝分。
伊萬諾維奇在2014年澳网被布沙尔擊敗後則這樣評價對手：「她是一位極具侵略性的球員，有時真的很難理解她的打法。如同其他選手，她沒有一個固定的得分模式，她的走動相當靈活。」
保查特的球拍贊助商為Babolat，使用其AeroPro Drive Plus球拍，她的服裝贊助商則為耐吉。

## 大满贯
指引：
| W | F | SF | QF | #R | RR | LQ (Q#) | A | P | Z# | PO | SF-B | F-S | G | NMS | NH | NQ |

W：冠軍；F：亞軍；SF：四強；QF：八強；#R：前四輪；RR：小組賽；LQ：止步資格賽；A：缺席；P：比赛延期；Z#：戴维斯杯/联合会杯组别赛（#表示级别）；PO：參與戴維斯盃/联合会杯附加赛；SF-B：奧運會銅牌；F-S：奧運會銀牌；G：奧運會金牌；NMS：非ATP1000大師賽系列；NH：該賽事本年度未舉行；NQ：未入圍。

### 大滿貫與年終賽年表
| 澳洲網球公開賽   | Q2     | 準決賽 | 八強   | 第二輪 | 第二輪 | 0 / 3  | 10-3  | 77% |
| 法國網球公開賽   | 第二輪 | 準決賽 | 第一輪 | 第一輪 |        | 0 / 3  | 6-4   | 60% |
| 溫布頓網球錦標賽 | 第三輪 | 亞軍   | 第一輪 | 第三輪 |        | 0 / 3  | 10-3  | 77% |
| 美國網球公開賽   | 第二輪 | 第四輪 | 第四輪 | 第一輪 |        | 0 / 3  | 7–3   | 70% |
| 贏–輸            | 4–3    | 19–4   | 7–3    | 4–4    | 1–0    | 0 / 15 | 34–14 | 71% |

### 女單亞軍（1）
| 年度 | 賽事         | 場地 | 決賽對手 | 對手國籍 | 比分     |
| 2014 | 溫布頓錦標賽 | 草地 | 科维托娃 | 捷克     | 3-6, 0-6 |

## WTA巡迴賽

### 單打冠軍 (1)
- 2014 (1) - 紐倫堡泥地賽

## 外部連結
- 尤金妮·布沙尔的Facebook專頁
- 尤金妮·布沙尔的Instagram帳戶
- 官方网站
- 尤金妮·布沙尔的国际女子网球协会官方資料（英文）
- 尤金妮·布沙尔的國際網球總會 職業／青少年 官方資料（英文）
- Fed Cup - Player profile - Eugenie BOUCHARD (CAN) （页面存档备份，存于）

| 獎項                 | 獎項                 | 獎項   |
| -------------------- | -------------------- | ------ |
| 前任： 勞拉·羅布森   | WTA最佳新秀 2013年   | 繼任： |
| 前任： 西莫娜·哈勒普 | WTA最佳進步獎 2014年 | 繼任： |